# Geir Einang
Geir Einang (Årdal, 8 marzo 1965) è un ex biatleta norvegese.

## Biografia
Nato a Øvre Årdal di Årdal, in Coppa del Mondo ottenne il primo risultato di rilievo il 7 marzo 1985 a Oslo Holmenkollen (23°) e l'unico podio il 12 marzo 1988 nella medesima località (3°).
In carriera prese parte a due edizioni dei Giochi olimpici invernali, Calgary 1988 (11° nella sprint, 6° nella staffetta) e Albertville 1992 (66° nella sprint, 36° nell'individuale, 5° nella staffetta), e a quatro dei Campionati mondiali, vincendo due medaglie.

## Palmarès

### Mondiali
- 2 medaglie:
  - 2 bronzi (staffetta a Feistritz 1989; staffetta a Lahti 1991)

### Coppa del Mondo
- 1 podio (individuale[1]):
  - 1 terzo posto